# R.A. The Rugged Man
Richard Andrew Thorburn, mer känd under sitt artistnamn R.A. The Rugged Man, född 10 januari 1974, är en amerikansk rappare. "R.A" föddes i östra USA. Han började rappa vid 12 års ålder och blev snabbt en lokal kändis p.g.a hans talang att skriva texter på. Hans bror föddes med ett handikapp och hans pappa var en vietnamveteran. Hans pappa och hans bror dog av sviterna. "R.A" har samarbetat med och upptäckes av den bortgångne legenden Notorious B.I.G. Han anses vara en av de mest underskattade artisterna inom hiphop på grund av hans inställning att aldrig gå mainstream utan istället hålla det äkta med sin underground hiphop.

## Biggie Smalls
RA jobbade med rapparen Biggie Smalls på 90-talet. I en intervju med en kanadensisk tidning år 1995, uttryckte sig Biggie kritiskt mot RA. Detta mynnade ut i en stor Internetdiskussion, som varade i åtta år.

## Diskografi

### Album
| Album information                                                                                    |
| --- |
| Night of the Bloody Apes (outgiven) - Utgivet: 1994 (inställt) - Singlar: "Bloodshed Hua Hoo"        |
| Die Rugged Man Die - Utgivet: 2004 - Skivbolag: Nature Sounds Records - Singlar: "Lessons," "Chains" |

### Singlar och EP:s
- 1996 "50.000 Heads" / "Smithhaven Mall"
- 1997 "Till My Heart Stops" / "Flipside" (båda gavs senare ut på Soundbombing)
- 1999 "Stanley Kubrick" / "What Da Fuck"
- 2001 "Don't Wanna Fuck With" / "Even Dwarf Start Small"
- 2004 "Lessons" / "How Low"
- 2005 "Chains" / "Black and White"
- 2007 "Braindead" - ft Stig of the Dump (Jehst Remix)
- 2013"Legends Never Die" (Nature Sounds)
- 2015"The Greatest"